# Sweater Weather
Sweater Weather è un singolo del gruppo musicale statunitense The Neighbourhood, pubblicato il 14 maggio 2012 come secondo estratto dal primo album in studio I Love You.

## Video musicale
Il video musicale è stato reso disponibile il 5 marzo 2013.

## Tracce
Testi di Jesse James Rutherford, musiche di Jesse James Rutherford, Zachary Abels e Jeremy Freedman.
Download digitale, streaming
1. Sweater Weather – 4:00

Download digitale, streaming – Young Saab Remix
1. Sweater Weather (Young Saab Remix) – 4:27

## Formazione
- Justyn Pilbrow – produzione
- Chris Mullings – ingegneria del suono
- Craig Silvey – missaggio
- Tony "Jack the Bear" Mantz – mastering

## Classifiche

### Classifiche settimanali
| Classifica (2013-24) | Posizione massima |
| -------------------- | ----------------- |
| Australia            | 31                |
| Austria              | 37                |
| Belgio (Fiandre)     | 138               |
| Brasile              | 98                |
| Canada               | 68                |
| Francia              | 142               |
| Germania             | 57                |
| Grecia               | 14                |
| Irlanda              | 67                |
| Lettonia             | 12                |
| Lituania             | 12                |
| Nuova Zelanda        | 34                |
| Paesi Bassi          | 51                |
| Panama               | 93                |
| Perù                 | 141               |
| Polonia              | 31                |
| Portogallo           | 31                |
| Regno Unito          | 49                |
| Repubblica Ceca      | 16                |
| Slovacchia           | 17                |
| Stati Uniti          | 14                |
| Svezia               | 51                |
| Svizzera             | 42                |

### Classifiche di fine anno
| Classifica (2014) | Posizione |
| ----------------- | --------- |
| Stati Uniti       | 75        |
| Classifica (2021) | Posizione |
| Portogallo        | 71        |
| Classifica (2022) | Posizione |
| Austria           | 74        |
| Lituania          | 10        |
| Nuova Zelanda     | 49        |
| Regno Unito       | 81        |
| Classifica (2023) | Posizione |
| Australia         | 75        |
| Polonia           | 56        |
| Portogallo        | 101       |
| Regno Unito       | 85        |
| Classifica (2024) | Posizione |
| Australia         | 87        |
| Portogallo        | 108       |
| Svizzera          | 99        |